# 五奉行

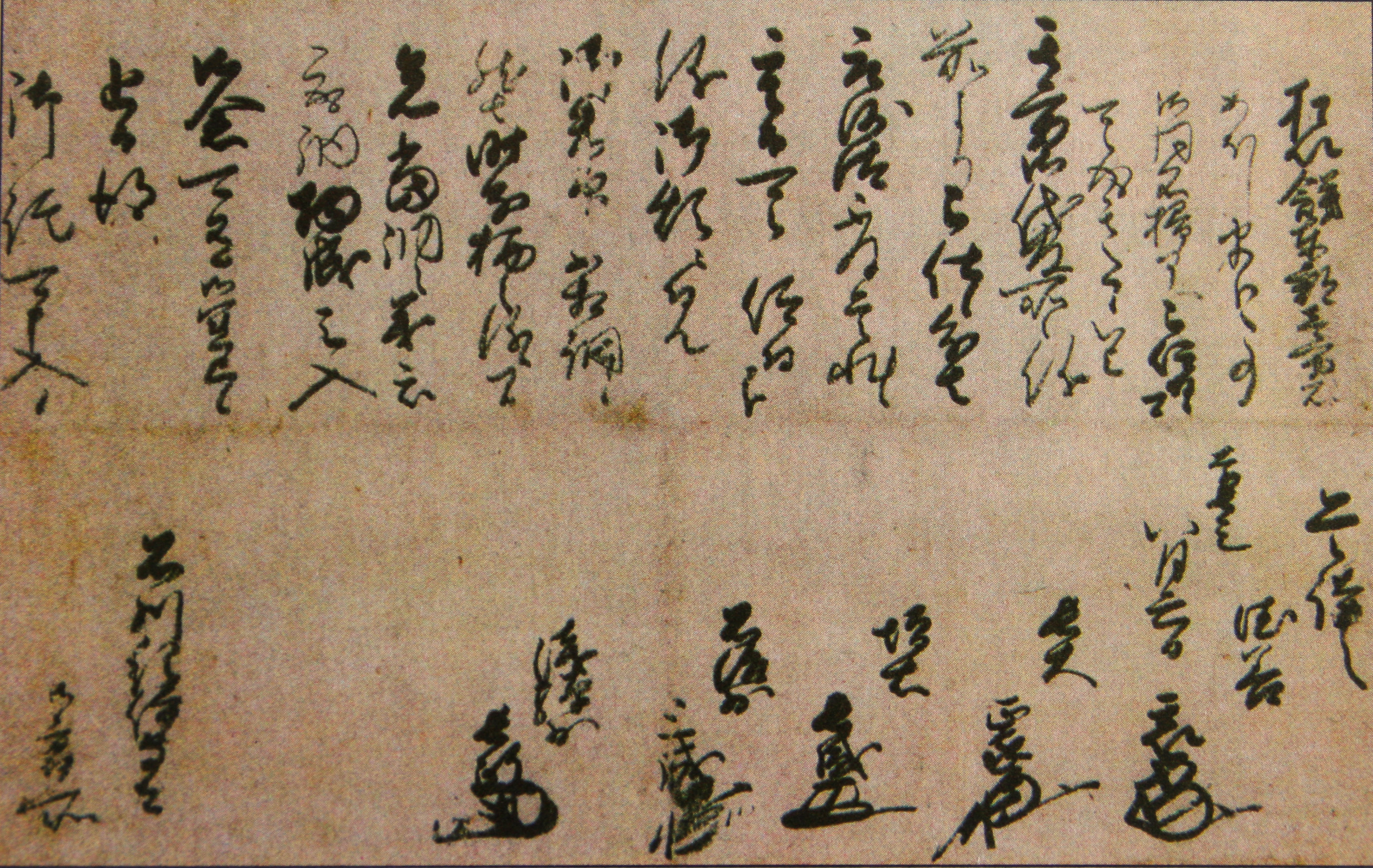
五年寄連署書狀

五奉行是安土桃山時代豐臣政權時期制定的職務，是負責政權運作的工作。
一說是豐臣秀吉就任關白後的1585年（天正十三年）設立。起初豐臣政權多以大谷吉繼與小西行長等人做行政奉行工作，後來從這些人裡挑出五個做年寄，職位大致和鎌倉幕府的「連署」、室町幕府的「管領」相當。後被德川家康方面稱為奉行，而家康稱自己為年寄。在安土桃山時代並沒有「五大老」的稱謂，德川家康這五位有力大名應該相當於「武家清華家」，所以家康為「豐臣朝臣羽柴武藏大納言」，前田利家為「羽柴加賀中納言」，毛利輝元為羽柴安芸中納言，或類似室町裡「三管四職」裡的四職，江戶幕府亦對外樣大名設有相同的「清華成」。
1600年（慶長五年）五奉行裡的石田三成擁立五大老之一的毛利輝元發動關原之戰，長束正家跟隨三成，而淺野長政則從屬東軍的德川秀忠軍。前田、增田兩位則停留在大坂城。

## 奉行
- 淺野長政（甲斐甲府30萬石）筆頭·主司法、政務之年寄（秀次事件後被罷）
- 石田三成（近江佐和山19萬石）主行政、政務之年寄
- 前田玄以（丹波龜岡5萬石）主寺社、御所、朝廷、公家之年寄
- 長束正家（近江水口5萬石）主財政之年寄
- 增田長盛（大和郡山22萬石）主土木、政務之年寄
- 宮部繼潤，秀次事件後接替長政成為六年寄之一[4]
- 富田信广，秀次事件後接替長政成為六年寄之一

## 關連事項
- 五大老
- 三中老

## 附註
1. ↑  據小瀨甫庵『太閤記』所載
2. ↑  因為豐臣秀吉不是征夷大將軍，而是關白，故比照前關白藤原氏，成立「五攝家」，經由這五家每年接受全國直屬莊園的「寄進」，「寄進」與「奉行」同樣是佛教用語。所以此五人為豐臣公家政權在京都或大阪樞紐的五位次高掌權者。為家康等以下剋上的東軍外藩武家所不能容忍，故竄改之。而江戶政權相同職務的老中不過是二萬石譜代以上的職務，祿少而權重。
3. ↑  矢部健太郎『豊臣政権の支配秩序と朝廷』（吉川弘文館、2011年）
4. ↑  1595年文祿4年7月20日《付諸將血判起請文》